# Gyrinus (Oreogyrinus)
Gyrinus (Oreogyrinus) – podrodzaj wodnych chrząszczy z rodziny krętakowatych i podrodziny Gyrininae.

## Taksonomia
Takson opisany został w 1935 roku przez Georga Hermanna Alexandera Ochsa.

## Rozprzestrzenienie
Gatunki tu należące zasiedlają południową Amerykę Północną i Amerykę Południową.

## Systematyka
Podrodzaj ten obejmuje gatunki:
- Gyrinus argentinus Steinheil, 1869
- Gyrinus bolivianus Ochs, 1954
- Gyrinus costaricensis Ochs, 1935
- Gyrinus dampfi Ochs, 1949
- Gyrinus deceptorius Ochs, 1949
- Gyrinus dimorphus Régimbart, 1884
- Gyrinus fittkaui Ochs, 1963
- Gyrinus laevicollis Ochs, 1949
- Gyrinus opalinus Régimbart, 1883
- Gyrinus parcus Say, 1830
- Gyrinus splendens Ochs, 1949
- Gyrinus subcostulatus Moroni, 1977
- Gyrinus suspiciosus Ochs, 1930